# Isodrepanium lentulum
Isodrepanium lentulum är en bladmossart som beskrevs av Britton in Britton och Robert Statham Williams 1914. Isodrepanium lentulum ingår i släktet Isodrepanium och familjen Neckeraceae. Inga underarter finns listade i Catalogue of Life.